# 蓋羅爾斯巴赫河
48°31′33.47″N 11°30′25.26″E / 48.5259639°N 11.5070167°E
蓋羅爾斯巴赫河是德國的河流，位於該國東南部，由巴伐利亞負責管轄，屬於伊爾姆河的左支流，河道全長20.2公里，流域面積95平方公里。